# Вулиця Дев'ятого Травня (Київ)
Ву́лиця 9-го Тра́вня — вулиця у Святошинському районі міста Києва, місцевість Михайлівська Борщагівка. Пролягає від Відрадного проспекту до вулиці Миколи Трублаїні. 
Прилучаються вулиці Вербівська, Стратонавтів, Родини Бунґе і проспект Академіка Корольова.

## Історія
Виникла в першій половині XX століття,  мала назву вулиця 1-го Травня. Сучасна назва — з 1974 року.